# Iwan Łysiak-Rudnycki
Iwan Łysiak-Rudnycki (ukr. Іван Лисяк-Рудницький, ur. 27 października 1919 w Wiedniu, zm. 25 kwietnia 1984 w Edmonton) – historyk ukraińskiej myśli społeczno-politycznej, politolog i publicysta.

## Życiorys
Pochodził z ustosunkowanej ukraińskiej rodziny z Galicji. Jego rodzice – Pawło Łysiak i Milena Rudnycka byli znanymi działaczami społeczno-politycznymi; nie mniej znani byli bracia matki: Iwan, Mychajło (literat, tłumacz i publicysta), Antin (muzyk i kompozytor) i Wołodymyr (prawnik i działacz społeczny). Rodzice rozwiedli się, gdy Iwan miał 2 lata. Chłopiec mieszkał z matką, a ojciec pomagał finansowo. 
W 1937 ukończył ukraińskie gimnazjum akademickie we Lwowie. W latach 1937–1939 studiował prawo na Uniwersytecie Jana Kazimierza we Lwowie. Po zajęciu Lwowa przez Sowietów wyjechał z matką do Krakowa, a w 1940 roku do Berlina, gdzie w 1943 roku na Uniwersytecie Fryderyka Wilhelma (niem. Friedrich-Wilhelms-Universität) ukończył studia na kierunku stosunki międzynarodowe. Doktorat obronił w 1945 roku na Uniwersytecie Karola w Pradze.
W latach 40. członek ukraińskiego studenckiego towarzystwa „Mazepyneć”, Ukraińskiej Studenckiej Gromady w Pradze, Nacjonalistycznej Organizacji Ukraińskich Studentów Wielkich Niemiec (razem z A. Biłynśkym, W. Rudkiem i Omeljanem Pricakiem).
Po wojnie znalazł się w Austrii, następnie w Szwajcarii. W 1951 roku wyemigrował do USA, gdzie od nowa rozpoczynał karierę naukową. W latach 1956–1967 wykładał historię na La Salle University w Filadelfii. Pierwszą stałą posadę otrzymał w 1967 roku na Uniwersytecie Amerykańskim w Waszyngtonie. Od 1971 roku w Kanadzie jako profesor Uniwersytetu Alberty. Członek Towarzystwa Naukowego im. Szewczenki i Ukraińskiej Wolnej Akademii Nauk, jeden z założycieli Canadian Institute of Ukrainian Studies (CIUS).
Publikował w ukraińskich emigracyjnych czasopismach (Ukrajińśki Wisti, Zustriczi, Suczasnist). Korespondował z Jerzym Giedroyciem, miał znaczący wpływ na ukraińską linię paryskiej Kultury.

## Wybrane publikacje
- Вклад Галичини в українські визвольні змагання, 1948;
- Інтелектуальні початки нової України, 1958;
- Українська революція з перспективи сорокаліття, 1959;
- Проти Росії чи проти радянської системи, 1961;
- Україна в еволюції радянської системи, 1963;
- Україна між Сходом і Заходом, 1966;
- Четвертий Універсал та його ідеологічні попередники, 1968, 1977;
- Між історією і політикою: статті до історії та критики укр. суспільно-політ. думки. — [Б. м.], 1973;
- Іван Лисяк-Рудницький, "Драгоманов як політичний теоретик," published in Mykhaylo Drahomanov: A Symposium and Selected Writings, The Annals of the Ukrainian Academy of Arts and Sciences in the U.S., Vol. II, Spring, 1952, No. 1 (3), pp. 70–130. Reprinted in Ivan L. Rudnytsky, Essays in Modern Ukrainian History, ed. Peter L. Rudnytsky (1987).
- Зауваги до проблеми «історичних» і «неісторичних» націй, 1981;
- Політична думка українських підрадянських дисидентів, 1981;
- Націоналізм і тоталітаризм, 1982;
- Essays in Modern Ukrainian History by Ivan L. Rudnytsky. — Edmonton, 1987;
- Нариси з історії нової України. — Львів, 1991; Історичні есе: В 2 т. — К., 1994.
- Зібрки «Mykhaylo Drahomanov. A Symposium and Selected Writings» («The Annals of the Ukrainian Academy of Arts and Sciences in the U. S.», 1952, ч. 1
- «The Role of the Ukraine in Modern History» («Slavic Review», 1963, ч. 2)
- «The Ukrainians in Galicia under Austrian Rule» («Austrian History yearbook», 1967);
- зб. есеїв «Між історією й політикою» (1972)
- ст. в журн. «Листи до приятелів», «Сучасність» та ін.
- Между историей и политикой. М.-СПб.: Летний сад, 2007. ("Библиотека украинской мысли") (рос. Мовою)

## Publikacje w języku polskim
- Między historią a polityką, przekł. z jęz. ukr. Małgorzata Buchalik, Wrocław: Kolegium Europy Wschodniej im. Jana Nowaka-Jeziorańskiego 2012.